# The Life of the Party (film fra 1920)
Life of the Party er en amerikansk stumfilm fra 1920 af Joseph Henabery.

## Medvirkende
- Roscoe Arbuckle som Algernon Leary
- Winifred Greenwood som Mrs. Carraway
- Roscoe Karns som Sam Perkins
- Julia Faye som Kate
- Frank Campeau som Judge Voris
- Viora Daniel som Milly Hollister
- Allen Connor som Jake
- Fred Starr som Bolton